# Graciliderolus rufipes
Graciliderolus rufipes là một loài bọ cánh cứng trong họ Cerambycidae.